# Alamanno Salviati (politico)
Alamanno di Averardo Salviati (... – Pisa, 1509) è stato un politico italiano.

## Biografia
Nel 1499 divenne ambasciatore presso Luigi XII di Francia; fu lui a proporre la creazione di un gonfaloniere a vita, carica che spettò successivamente a Pier Soderini.
Salviati divenne in seguito oppositore dello strapotere di Soderini e diede (1508) sua figlia Maria in sposa a Francesco Guicciardini, ambizioso politico ed autore della Storia d'Italia.
Nominato commissario bellico di Pisa, morì mentre era in carica.